# Knooppunt Joure
Der Knooppunt Joure ist ein Autobahnkreuz in der niederländischen Provinz Friesland im Süden der Stadt Joure. Er verbindet den Rijksweg 6 (A6: Muiderberg–Lelystad–Emmeloord–Joure) mit dem Rijksweg 7 (A7: Zaandam–Den Oever–Heerenveen–Groningen).
Benannt ist der Knoten nach der Stadt Joure, etwa 6 Kilometer westlich von Heerenveen, die nördlich des Kreuzes liegt.

## Geschichte

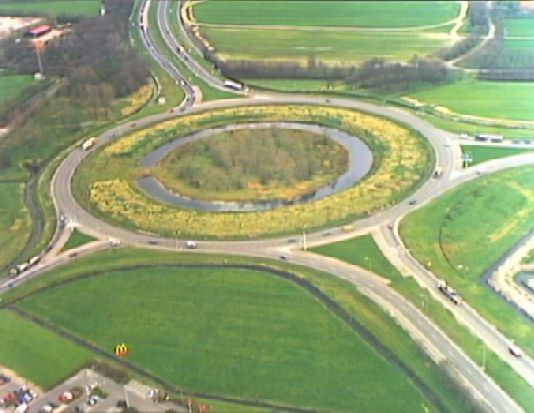
Der Knooppunt Joure im Jahr 2000

Bereits im Juni 1940 wurde die erste Straße in dem Bereich des Kreuzes errichtet, die im Dezember 1950 bis nach Heerenveen verlängert wurde. Zu diesem Zeitpunkt gab es im Bereich des heutigen Knotens nur eine normale Kreuzung. 1959 wurde beschlossen, zwischen Joure und Lemmer eine Autobahn zu errichten, die am 20. Juni 1973 als A50, zusammen mit dem Knooppunt Joure als Kreisverkehr, fertiggestellt wurde. 1975 wurde die Straße, die östlich aus dem Knoten abzweigt, zwischen Joure und Heerenveen vierspurig ausgebaut und am 19. November für den Verkehr freigegeben. 4 Jahre später wurde die Autobahn westlich des Kreuzes, zwischen Sneek und Joure, am 29. Juli 1979 fertiggestellt. Somit war der Knoten nun ein vollständiges Autobahnkreuz.
Im Jahr 1979 war der Knooppunt Joure noch ein Kreisverkehr mit drei Fahrstreifen zudem teilweise noch eine vierte Ein- bzw. Ausfahrtspur hinzukam. Da es aber, bedingt durch die nicht ganz einfache Verkehrsführung, häufig zu Unfällen kam, wurde in den Folgejahren oft die Verkehrsführung geändert. Im Jahr 1983 wurde der Kreisverkehr auf zwei Fahrstreifen verengt, was aber nicht den erhofften Erfolg brachte. Somit wurde der Kreisverkehr 1990 wieder dreispurig. Im Jahr 2000 wurde der Knoten um einige Verbindungsrampen ergänzt. So muss von Emmeloord Richtung Heerenveen, von Sneek Richtung Emmeloord und von Heerenveen  Richtung Joure nicht mehr in den Kreisverkehr eingefahren werden.
In den Folgejahren blieben die Probleme rund um dem Knooppunt Joure aber weiter bestehen, hinzu kam noch, dass der Verkehr immer mehr zunahm und es sich vor allem aus Richtung Sneek immer häufiger Staus bildeten. Aus diesem Grunde wurde 2003 beschlossen, eine endgültige Lösung für den Knoten zu finden. Im Juni 2015 wurde das Projekt dann vergeben, sodass im November 2015 die ersten Arbeiten an dem neuen Autobahndreieck beginnen konnten. Offiziell begann der Bau am 22. Januar 2016.

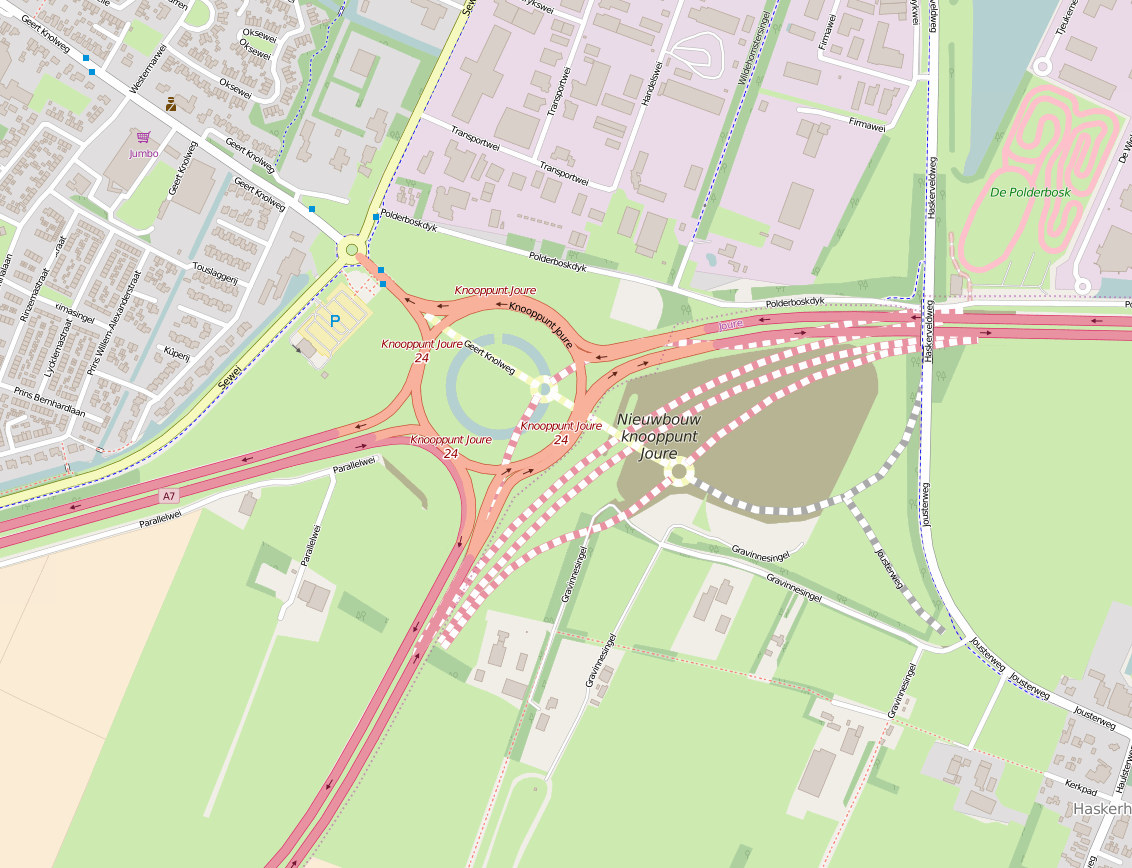
Der Knooppunt Joure bis 2017

Bis Oktober 2017 war der Knooppunt Joure ein dreispuriger Kreisverkehr mit zusätzlichen außen liegenden direkten Verbindungsrampen von Emmeloord Richtung Heerenveen, von Sneek Richtung Emmeloord und von Heerenveen Richtung Joure. An der Südseite des Kreisverkehrs endete die A6, an der Westseite war die A7 in Richtung Sneek und Amsterdam angeschlossen, an der Ostseite die A7 Richtung Heerenveen und Groningen. Im Norden bestand eine Verbindung zum Geert Knolweg, der ins Zentrum von Joure führte. Die Mitte des 250 m Durchmesser großen Kreisverkehrs war mit Bäumen begrünt. An keiner der Einfahrten wurde der Zufluss durch Ampeln reguliert. Alle Einfahrten waren zweispurig, die A7 aus Richtung Westen sowie die A6 aus Richtung Süden wurden aber vor dem Knoten auf eine Fahrspur verengt und erst unmittelbar vor dem Kreisverkehr wieder zweispurig. Die Autobahnen wurden vor dem Knoten zur Autostraße. Vor und im Kreisverkehr war zulässige Höchstgeschwindigkeit auf 50 km/h beschränkt.
Südlich des ehemaligen Kreisverkehrs wurde bis zum 13. Oktober 2017 an der A6 ein Autobahndreieck in Dreiecksform (halbes Malteserkreuz) neu errichtet. Die A7 von Heerenveen geht seitdem direkt in die A6 aus Richtung Emmeloord über. Um von der A7 aus Richtung Heerenveen auf die A7 Richtung Sneek zu kommen, muss die Fahrbahn gewechselt werden. Bei der Planung wurde besonders großen Wert darauf gelegt, dass der Knoten mit bis zu 130 km/h durchfahren werden kann.

## Bauform
Der seit Oktober 2017 für den Verkehr freigegebene Knooppunt ist in Dreiecksform (halbes Malteserkreuz) realisiert worden. Die A7 bildet dabei nicht die durchgängige Fahrbahn, sondern die A7 Richtung Heerenveen und Groningen geht dabei in die A6 Richtung Emmeloord über. Die nördliche Rampe ermöglicht es von der A7 aus Richtung Heerenveen und Groningen auf die weiterlaufende A7 Richtung Sneek und Amsterdam zu gelangen. Alle Verbringungsrampen sind einspurig ausgebaut und verfügen über einen Seitenstreifen. Sowohl die A6 als auch die A7 sind im Dreieck vierspurig ausgebaut.